# Philèbe
 (juillet 2018).
Le Philèbe ou Sur le Plaisir — en grec ancien Φίληβος, ἢ περὶ ἡδονῆς, est un dialogue de Platon du genre éthique, considéré comme l’avant-dernier qui nous soit parvenu, avant Les Lois. Ce dialogue utilise nombre d'éléments parmi les dialogues de la vieillesse de Platon : la réflexion sur L'Un et le Multiple du Parménide, une forme, plus simple et inversée, de division en éléments primordiaux — méthode utilisée dans Le Sophiste et Le Politique —, un style explicatif et descriptif de l’homme similaire à celui du Timée concernant l’homme et l’univers, style et propos qui annoncent fortement à l’avance ceux des Passions de l’âme de Descartes.

## Personnages
- Socrate
- Protarque : Fils de Callias.
- Philèbe, qui n'apparaît qu'au début du dialogue.

## Dialogue
Le dialogue se présente à la manière d’un exercice de dialectique, classique dans l’Académie de Platon : chacun a une thèse à défendre touchant un problème philosophique. Le Philèbe pose la question suivante : quel est le plus précieux de tous les biens humains ? ; Socrate défend le point de vue selon lequel la vie bonne est avant-tout constituée par la réflexion et la science, tandis que Philèbe laisse le soin à Protarque d'opposer à Socrate sa thèse d’une vie faite de plaisir. L’art se rapporte à la fois au beau et à l’agréable ; il exprime l’un en excitant l’autre ; il a le bien pour dernier but et le plaisir pour condition immédiate. Il y a deux sortes de plaisirs que Platon a distingués dans le Philèbe : celui des sens qui naît de leur seule satisfaction, et celui de l’âme qui est attaché par un lien merveilleux à la perception du vrai et à celle du bien. C’est ce plaisir exquis et délicat, attaché à la vérité et à la vertu, qui les fait belles, et c'est cette beauté que l’art exprime. Son essence est précisément dans sa dignité. Le Philèbe est l’occasion pour Platon de traiter du bonheur sans négliger la partie corporelle de l’homme, pour constituer une hiérarchie entre les éléments qui le constituent :
- La mesure : plaisirs de la musique et de l’art qui se mesurent tout seuls, en revanche les plaisirs du corps sont trompeurs ;
- La beauté et la perfection
- L'intelligence et la sagesse ;
- Les opinions droites et la science
- Les plaisirs purs : notamment, les plaisirs de la connaissance mêlés d’aucune douleur.

## Thèse de Protarque: le bien est dans le plaisir
La thèse de Protarque veut que le bien, pour tous les êtres animés, consiste dans la joie, le plaisir, ἡδονή en grec ancien, l’agrément, et dans toutes les choses du même genre. Pour Platon, la sagesse sans plaisir serait un bien que personne ne désire, personne ne veut.

## Thèse de Socrate/Platon: le bien est dans la sagesse
« La sagesse (φρόνησις en grec ancien), l’intellect, la mémoire et tout ce qui leur est apparenté, opinions droites et raisonnements vrais, ont plus de prix et de valeur que le plaisir pour tous les êtres capables d’y participer et sont, dans le présent et l’avenir, tout ce qu’il y a de plus avantageux ».
Socrate convient avec Protarque que leurs thèses valent pour les hommes, l’une prônant la jouissance comme disposition et condition de l’âme qui assure la vie heureuse, l’autre prônant la sagesse. 
Socrate convient avec Protarque que s’ils découvraient une disposition de l’âme supérieure à celles reconnues par leurs thèses, ces dernières seraient battues, et que celle, de la jouissance ou de la sagesse, qui aurait le plus de parenté avec cette disposition supérieure l’emporterait sur l’autre.
À la fin du dialogue, l’intellect est déclaré avoir plus de parenté avec le bien suprême compte tenu des rapports respectifs de l’intellect et du plaisir à la vérité, la mesure et la beauté.

## Aucun acte n’est un genre d'aboutissement
Le Philèbe montre le plaisir comme un mouvement qui reconstitue un état naturel perturbé et que l’on perçoit comme agréable, parce qu’il restaure un organe déficient, qui doit son état déficient à un appétit. Pour Platon, c’est la sagacité, bien en soi, jointe au plaisir, qui le rend bon.

## Les quatre essences
Platon nomme la Limite (πέρας), l’Illimité (ἄπειρον), le Mixte (μεικτὴ οὐσία) et la Cause (τὸ τῆς αἰτίας γένος) (23 b - 27 c), à laquelle le Noûs, l’Intellect, est apparenté (30 d). Le Mixte est le fruit engendré (τὸ ἔγκονον) des deux autres essences que sont la Limite et l’Illimité (26 d). Protarque rapporte d'abord le plaisir au genre infini, mais Socrate, lorsqu'il présente les origines du plaisir, le classe dans la catégorie du genre mixte.

## Critique des plaisirs impurs
Les êtres irrationnels, incapables de bien, recherchent les plaisirs. Les plaisirs impurs, mêlés de peine par l’appétit, c’est-à-dire les plaisirs corporels - sont exclus de la vie heureuse : ce sont les plaisirs familiers, corporels que Platon exclut de la vie heureuse. Les plaisirs purs, eux, ne sont pas tous indépendants du corps et ne sont pas soumis à la contrainte de l’appétit, au contraire des plaisirs impurs, ceux de l’intempérant, qui est intempérant précisément parce qu'il cède aux appétits. Aristote contredit cette affirmation : le bien n’est pas le plaisir, parce que rien ne peut être ajouté au bien qui le rende plus appréciable.

## La perception des plaisirs corporels
L’argument contre les plaisirs corporels distingue le devenir et l’être comme les genres respectifs du plaisir et du bien ; le bien en soi est de l’ordre de l’être, non de ce qui vient à l’être. 

## L'ordre des biens
Le Bien absolu qui « seul se suffit à lui-même » (60 c).
1. Mesure (cause de l’existence du beau et de sa vérité). (64 b-e ; 66 a).
2. Beauté et perfection (66 b ; le beau se substitue à l’Idée du bien car nous sommes dans l’incapacité de la saisir, 65 a).
3. Intellect et sagesse (66 b ; 30 c-31 a ; 52 b ; Phèdre 250 b-d ; Timée 30 b-c).
4. Sciences, arts et opinions droites (66 b-c).
5. Plaisirs purs de l’âme seule (66 c).

## Critique de Théophraste
Selon Théophraste, la théorie des vrais et des faux plaisirs de Platon n’est pas possible : le faux plaisir n’existe pas, sinon il existerait un plaisir qui n’en est pas, ce qui est impossible. La fausseté peut être envisagée sous trois rapports : ou comme une habitude morale, ou comme discours, ou comme une chose qui existe d’une certaine manière. Le plaisir n’existe sous aucun de ces trois plans. Théophraste contredit Platon en affirmant qu’il n’existe pas de plaisir vrai ou faux, mais qu’ils sont tous vrais ; selon lui, s’il existe un plaisir faux, ce sera un plaisir qui ne sera pas un plaisir. Assurément, rien de tel ne s’ensuivra ; en effet, l’opinion fausse n’en est pas moins une opinion, une pensée que le discours peut conduire aussi bien au faux qu’au vrai. Mais même s’il s’ensuit cela, Théophraste se demande ce qu’il y aurait d’absurde à ce que le plus bas plaisir, semblant un plaisir, n’en soit pas un. C’est qu’il existe aussi un être entendu autrement, qui n’est pas l’être entendu simplement ; ainsi, ce qui est engendré n’est pas l’être en tant que tel. En effet, même Aristote pense qu’il existe certains plaisirs relatifs et non en tant que tels, comme ceux des malades qui goûtent l’amer comme le doux. D’après ce que dit Théophraste, le faux se présente sous trois formes : soit comme un caractère feint, soit comme un discours, soit comme une chose qui est.
Théophraste se demande relativement à quoi le plaisir est donc faux, car selon lui le plaisir n’est ni un caractère, ni un discours, ni un être qui n’est pas, car telle est la chose fausse, caractérisée par le fait qu’elle n’est pas. Il faut rétorquer que le plaisir faux est relatif à ces trois définitions ; car le plaisir est feint s’il vient du caractère feint, irrationnel, quand l’opinion s’égare et se dirige vers le faux au lieu du vrai et y trouve son plaisir, et n’existant pas quand il est imaginé en l’absence de la douleur, et cela sans que rien d’agréable ne soit présent. Platon appelle ses Idées « Monades » ou encore « unités », dans la mesure où chaque Idée (le Juste, le Beau, l’Abeille en soi , etc.) est une Forme sans multiplicité ni changement, un Modèle unique, un principe d'existence et de connaissance.

## La subjectivité et l’opinion sur le plaisir
Le plaisir est l’effet du passage, du mouvement de la beauté à l’amour par le mouvement qui résulte de la disposition des choses qui nous attire vers le bien qui est en elles ; l’effet est subjectif, et distinct du résultat de ce mouvement, qui est objectif. La notion de subjectivité de celui qui ressent le plaisir est immédiate, et dépend de celui qui éprouve, que son plaisir soit éprouvé droitement ou non - celui qui a une opinion, droite ou pas, en fait une réalité qu’il vit et ressent.

## Le concept d’Euexia
La santé de l’âme, en grec ancien εὐεξία, traduit par « bonne constitution » ou « condition physique », existe comme la santé du corps, avec la notion de hiérarchie et de domination de certaines parties ou fonctions qui ont à se conformer à cette hiérarchie. Santé morale et santé intellectuelle parachèvent la santé des corps. Le plaisir devient un attribut de la santé. La santé est un mélange, le fruit de deux principes antithétiques : la « limite » et « l’illimité ». La santé est une combinaison de tensions contradictoires en « mélange mesuré ». La santé du corps est la limite dominant les tensions illimitées, ceci vaut autant pour la santé du corps, celle de l’âme, celle de la cité.

## Le thème de la technique
Tout métier a son expert ; le médecin en l’occurrence, est un expert s'il accomplit bien sa tâche.

## Citations
- Orphée est cité : « À la sixième génération, mettez fin à votre chant rythmé »[13].
- D’après l’Iliade d’Homère : « Entraîne quelquefois le sage même à se courroucer » ; « Plus douce que le miel qui coule du rayon »[14].